# نيل جيبسون
نيل جيبسون (بالإنجليزية: Neil Gibson)‏ (10 أكتوبر 1979 في المملكة المتحدة - ) هو لاعب كرة قدم بريطاني في مركز الوسط. لعب مع شيفيلد وينزداي ونادي ترانمير روفرز لكرة القدم ونادي ريل ونادي ساوثبورت وHalesowen Town F.C. ‏ وليه جنيسيس ‏.

## وصلات خارجية
- نيل جيبسون على موقع قاعدة بيانات كرة القدم.إي يو (الإنجليزية)
- نيل جيبسون على موقع Soccerbase.com (لاعب) (الإنجليزية)